# The Stolen Paradise
The Stolen Paradise er en amerikansk stumfilm fra 1917 af Harley Knoles.

## Medvirkende
- Ethel Clayton som Joan Merrifield
- Edward Langford som David Clifton
- Pinna Nesbit som Katharine Lambert
- George MacQuarrie som Kenneth Brooks
- Robert Forsyth som Doktor Crawley